# لیلو وادو
لیلو وادو-دوسلیه (به فرانسوی: Lilou Wadoux-Ducellier) (زاده؛ ۱۰ آوریل ۲۰۰۱) یک راننده مسابقه حرفه ای فرانسوی است که در حال حاضر برای تیم پونوس ریسینگ در کلاس جی‌تی۳۰۰ در مسابقات سری سوپر جی‌تی و برای تیم ای‌اف کورس در کلاس ال‌ام‌پی۲ در سری مسابقات ایمسا فصل ۲۰۲۴ مسابقه داده است. او اولین زنی است که تا به حال در مسابقات مسابقات جهانی استقامتی برنده یک رویداد شده است و اولین زنی است که با خودرو کلاس لمانز هایپرکار رانندگی کرده است. او قبل از اینکه در سال ۲۰۲۳ به عنوان راننده کارخانه با فراری قرارداد امضا کند، در مسابقات جهانی استقامتی برای تیم ریچارد میل ساین‌تک رانندگی می‌کرد.